# Johannes Knipstro

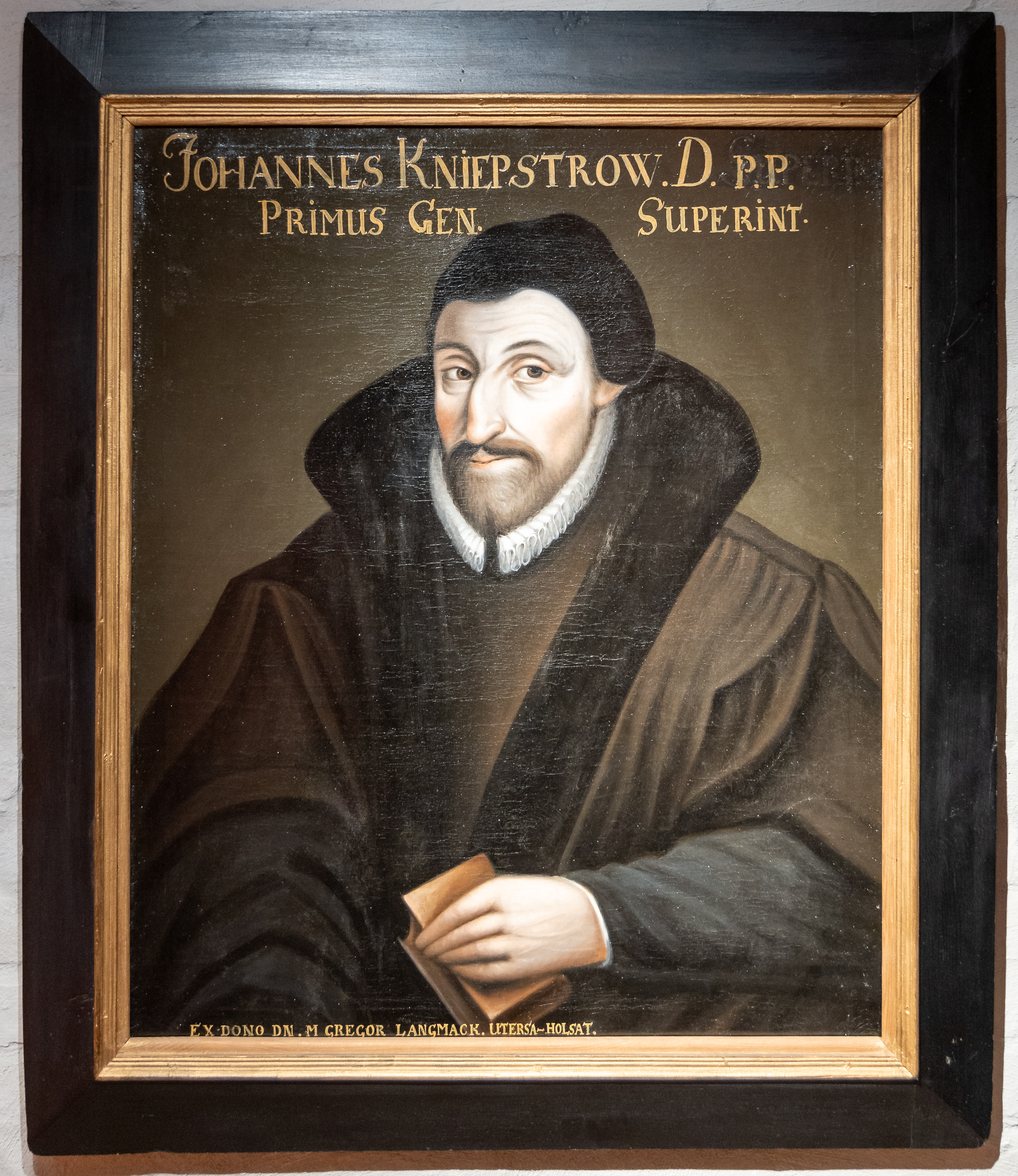
Johannes Knipstro

Johannes Knipstro (* 1. Mai 1497 in Sandau (Elbe); † 4. Oktober 1556 in Wolgast) war ein lutherischer Theologe und Reformator.

## Leben
Über sein Elternhaus und seine Jugend weiß man nichts. Schon in früher Jugend trat er in den Franziskanerorden ein und schloss sich einem schlesischen Konvent an. Er wurde von seinen Ordensoberen zum Studium nach Frankfurt (Oder) geschickt. Offenbar trieb er dort seine Studien innerhalb des Ordens, da er an der Universität nicht eingeschrieben worden ist. Als Martin Luther mit seinen 95 Thesen hervortrat und der Ablassstreit in Frankfurt sein Nachspiel mit der Promotion Johann Tetzels fand, nahm Knipstro unerschrocken für den Wittenberger Augustiner Partei. Sein Auftreten gegen Tetzel gehört freilich der Legende an. Die Zeitgenossen berichten nichts davon.
Die Parteinahme für Luther hatte für ihn zur Folge, dass er ins Kloster Pyritz versetzt wurde. Aber auch dort vertrat er die reformatorische Linie und predigte unentwegt das Evangelium. Als ihn der Bischof von Cammin gefangen setzen wollte, entwich er unter den Schutz des Herzogs Bogislaw X., bei dem Paul vom Rode bereits als Prediger wirkte, nach Stettin.
Seit 1523 oder 1524 war er mit der früheren Nonne aus Pyritz Anna von Steinwehr verheiratet, war er bald in Stargard, dann wieder in Stralsund als evangelischer Prediger tätig. Seine Verkündigung hatte die Folge, dass die Evangelischen im Stadtregiment die Mehrheit bekamen. Stralsund wurde eine evangelische Stadt. Johannes Aepinus stellte die Kirchenordnung auf, die sogleich durchgeführt wurde. Mit Aepinus und Hermann Bonnus war er eng befreundet und nannte sie seine „sunderlich bekannten und getreuen Freunde“.
Während er zunächst noch Diakonus an St. Marien war, sollte er bald 1. Pfarrer an St. Nikolai werden. Von hier aus unternahm er zahlreiche Reisen, um für die Reformation in der pommerschen Kirche tätig zu sein. Er predigte 1531 in Greifswald, wirkte 1534 auf dem entscheidenden Landtag zu Treptow mit und beteiligte sich am Theologenkonvent in Hamburg, als es galt, Täufer und Zwinglianer abzuwehren. Unter den pommerschen Predigern stand er an erster Stelle.
Daher berief ihn Herzog Philipp I. 1535 zum Hofprediger nach Wolgast und übertrug ihm bald darauf das Amt des Generalsuperintendenten von Pommern-Wolgast, in das er von Johannes Bugenhagen eingeführt wurde. Danach setzte er sich für den Ausbau des kirchlichen Lebens ein und bewirkte vor allem, dass das christliche Leben gepflegt, Synoden einberufen und Glaubensfragen erörtert wurden.
Als 1539 die Universität Greifswald neu geordnet wurde, stellte er sich für die theologische Professur zur Verfügung. Bis 1543 verwaltete er dieses Amt nebenbei, von 1543 bis 1552 hauptamtlich. In den Jahren 1544 und 1547/48 war er Rektor der Universität. Wir sind über seine theologische Tätigkeit nur ungenau unterrichtet. In den Tagen des Augsburger Interims hatte er mannhaft zum Bekenntnis gestanden und in einem Bedencken aufs Interim der pommerschen Pred. tapfer dagegen Stellung genommen. Nahmen die Herzöge nominell das Interim an, so schwieg er, zumal das Kirchenwesen unverändert blieb. Als der osiandrische Streit nach Pommern hineinspielte, verfasste er die Antwort der Theologen und Pastoren in Pommern auf die Confession Osiandri, die 1552 in Wittenberg gedruckt wurde.
In den 50er Jahren wurde er in einen unfruchtbaren Streit mit dem der dänischen Krone unterstellten Superintendenten Johannes Freder auf Rügen verwickelt. Dieser sogenannte Ordinationsstreit wurde zwar in Wittenberg entschieden, ging aber trotzdem weiter. Knipstro befand sich in voller Übereinstimmung mit den Wittenberger Lehrern. Auch die Greifswalder Synode von 1556 trat ganz auf seine Seite. Diese Genugtuung erlebte er noch, ehe der Tod ihn erreichte. Der Aufbau der pommerschen Kirche durch Synoden, Visitationen und Konsistorien war sein Werk.